# Dronken oude vrouw
De dronken oude vrouw is een beeld van een zittende vrouw uit de Hellenistische periode waarvan twee Romeinse marmeren kopieën bewaard zijn gebleven, een in de Capitolijnse Musea in Rome en de andere in de Glyptothek in München. Het origineel was waarschijnlijk ook van marmer. Dit genrebeeld valt op door zijn grimmige realisme. Kenners beschouwen de dronken oude vrouw als een votiefoffer voor de god Dionysos, die zowel de wijnkruik als de klimop als attribuut had.

## Datering
Het origineel van de dronken oude vrouw komt uit het Hellenistische tijdperk, maar een exactere datering is moeilijk te maken. In wetenschappelijk onderzoek wordt het beeld meestal geplaatst in de late derde eeuw voor Christus. Het exemplaar in München dateert uit de eerste eeuw na Christus en wordt beschouwd als de betere kopie. De versie in Rome dateert uit de tweede eeuw na Christus.

## Herkomst

### Origineel
Volgens Plinius stond het origineel van het beeld in Smyrna in Klein-Azië. In zijn Naturalis historia somde hij beroemde marmeren werken op die zich niet in Rome bevonden, waaronder een anus ebria (bedwelmde oude vrouw). Dit werk zou gemaakt zijn door Myron uit Thebe, waarvan Plinius ten onrechte dacht het om de beeldhouwer Myron uit de 5e eeuw voor Christus ging.

### Versie in München
Het beeld is gevonden in Rome en was vanaf 1700 in het bezit van kardinaal Ottoboni. In die tijd behoorde het tot de bekendste oudheden in de stad. De dronken oude vrouw werd in die tijd gezien als Bacchus-priesteres en vooral gewaardeerd vanwege haar extatische uitdrukking. In 1714 stuurde Ottoboni het beeld naar Düsseldorf als geschenk voor keurvorst Johann Wilhelm. Na een periode in Mannheim, liet keurvorst Karel Theodoor het beeld in 1803 naar de residentie van München verplaatsen.
Leo von Klenze weigerde het beeld toe te laten tot de Glyptothek toen koning Lodewijk I dit museum oprichtte. Na 1865 werd de dronken oude vrouw overgebracht naar het nieuwe museum voor afgietsels van Heinrich Brunn. In 1895 liet Adolf Furtwängler het beeld toch tentoonstellen in de Glyptothek, niet bij het Griekse beeldhouwwerk, maar in de Römersaal.

### Versie in Rome
Het Romeinse beeld werd in 1620 ontdekt bij de restauratie van de Sint-Agnes buiten de muren aan de Via Nomentana. Het is opgebouwd uit fragmenten en sterk gerestaureerd. Het hoofd is bijvoorbeeld een moderne toevoeging. Het beeld maakte deel uit van de verzameling Verospi-Vitelleschi en daarna van de verzameling van Ottoboni. Paus Clemens XII zorgde ervoor dat het beeld in het museum terecht kwam.

## Voorstelling
Het beeld toont een ongeveer levensgrote oude vrouwenfiguur met een fles in haar schoot geklemd. De vrouw zit op de grond met het linkerbeen over het rechterbeen. Haar linkerarm ligt losjes om de buik van de kruik en rust comfortabel op haar linkerknie. Haar rechterhand grijpt de hals van de fles vast. De kruik, die waarschijnlijk ongemengde wijn bevatte, is versierd met een rank van klimop met bladeren en bloemen.
De vrouw is gekleed in een chiton met metalen gespen aan de schouderbanden en vastgesnoerd om haar middel. De band aan de rechterkant is van haar schouder gegleden, waardoor haar bovenlichaam onthuld wordt, maar haar borst niet. Het motief van een band die van de schouder glijdt heeft traditioneel erotische connotaties en komt vooral voor in afbeeldingen van de godin van de liefde Aphrodite. Over de chiton draagt de vrouw een zware mantel die in rijke plooien op de grond ligt. Deze kleding komt overeen met de mode van de tijd waarin het originele beeld gemaakt werd. Dezelfde gewaden zijn ook te vinden in voorstellingen van Aphrodite en nimfen.
Omdat haar bovenlichaam ontbloot is, zijn de puntige sleutelbeenderen en ribben goed te zien, net als de schouderbladen en ruggengraat. De huid is een dunne laag over het skelet en omlijnt anatomisch correct de onderliggende spieren, aders en pezen. Door de hals loopt een dikke ader die verdwijnt in de slappe huidplooien onder de kin.
De oren zijn doorboord, wat erop wijst dat er gouden oorbellen geplaatst konden worden. Een hoofddoek houdt het haar uit haar gezicht. Het hoofd van de oude vrouw is naar achteren gegooid, haar mond is een beetje open en ze kijkt de ruimte in. De huid is slap en hangt in plooien omlaag. Kraaienpootjes omringen haar ogen. De open mond laat een glimp van de resten van enkele tanden zien. Het haar van de vrouw is zorgvuldig gekapt; het is aan de zijkanten naar binnen gestoken en wordt bij elkaar gehouden met een lint in de nek. Haar hoofddoek is ook zorgvuldig gedrapeerd, met kleine krulletjes die willekeurig naar buiten steken. Aan haar linkerhand draagt de oude vrouw twee ringen, een aan de wijsvinger en een aan de ringvinger, die aangeven dat ze rijk was en een bepaalde status had.

## Interpretatie
Paolo Alessandro Maffei nam de dronken oude vrouw op in zijn beschrijving van de belangrijkste antieke beelden in Rome. Hij zag een lamp in de wijnfles op haar schoot en interpreteerde het naar boven gestrekte hoofd en de licht geopende mond als een gebedshouding tot de goden. Hij zag in de dronken oude vrouw een priesteres van Bacchus.
In een bloemlezing over de stukken die in de Glyptothek in München werden tentoongesteld, was Heinrich Bulle van mening dat de dronken oude vrouw opgevat moest worden als een grap van een kunstenaar, gemaakt voor het park van een rijke en vrolijke aanbidder van Dionysus.
Ook in latere studies worden verschillende interpretaties van het beeld aangedragen. Paul Zanker is van mening dat de oude dronken vrouw het komische typetje van de gepensioneerde hetaere verbeeldt. Vanaf de vijfde eeuw voor Christus was de oude dronken vrouw een hoofdbestanddeel van de Griekse komedie. De oude vrouw werd altijd neergezet als een lelijke, hebzuchtige roddelaarster, dol op mannen en wijn. Ze verscheen voornamelijk op het podium in twee rollen: de voormalige voedster en de gepensioneerde hetaere.
Omdat het beeld afwijkt van andere beelden van hetairai, ziet Christian Kunze het beeld van de dronken oude vrouw als een uitbeelding van ongebreidelde dronkenschap. De oude vrouw krijgt dan de rol van een aardse tegenhanger van de saters, de mystieke drinkgezellen van Dionysus. Volgens Kunze kan de oude dronken vrouw dus niet aan een specifieke rol gekoppeld worden. Ze blijft een anonieme figuur die door haar bedwelming hulde brengt aan de god en op deze manier de wereld van de dionysische cultus betreedt.

## Afbeeldingen

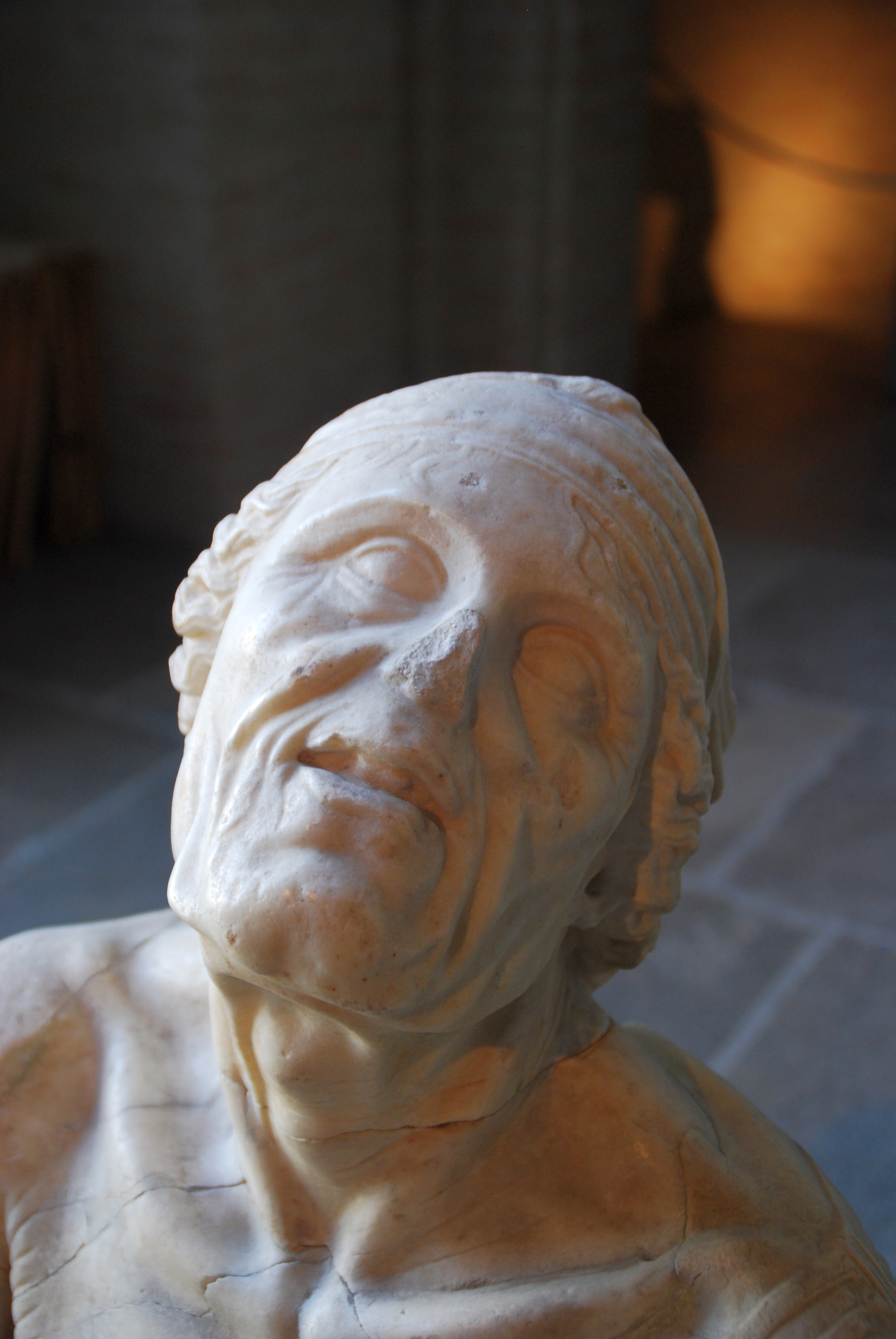
detail van het beeld in München
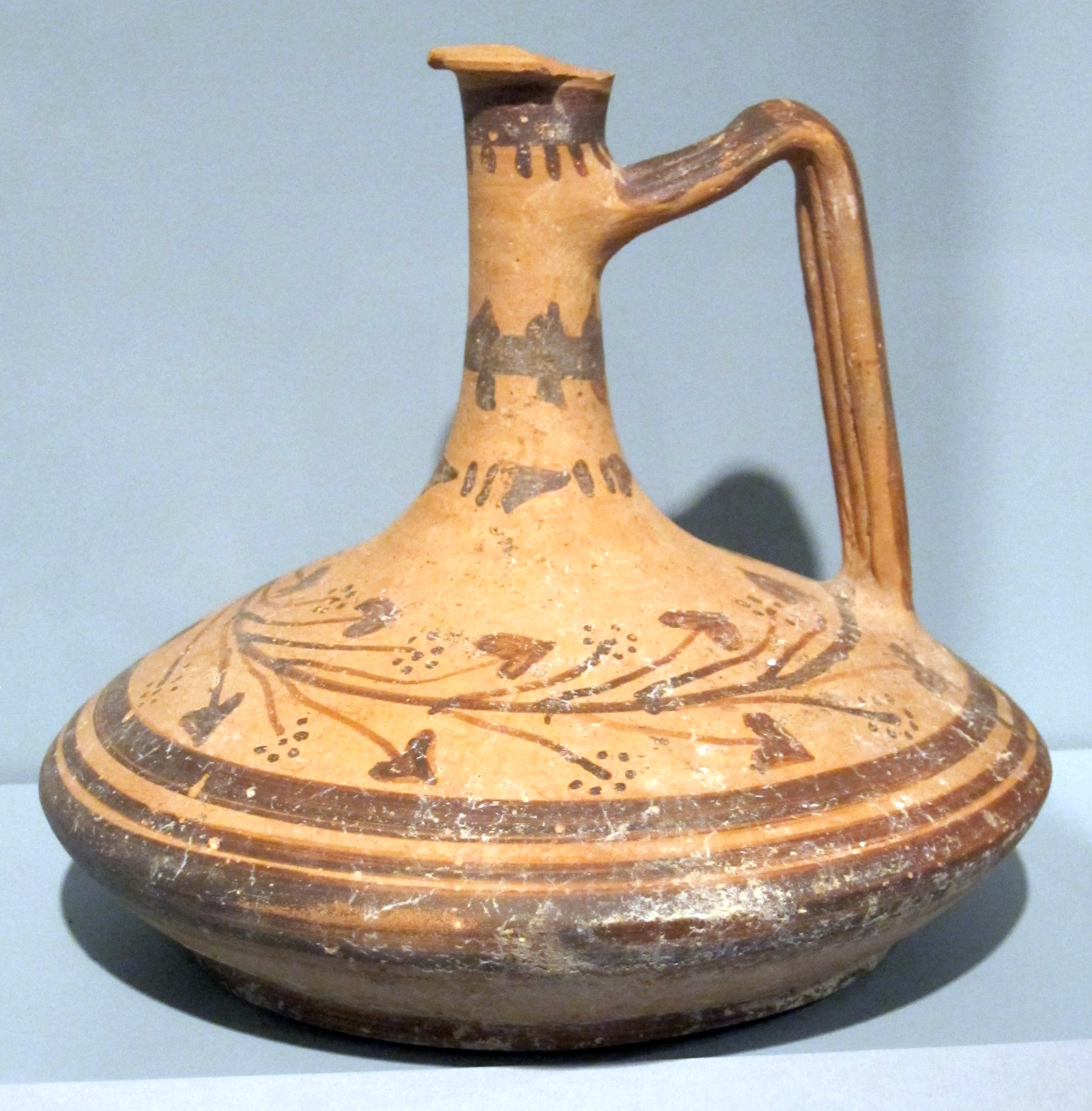
Hellenistische lagynos